# Тебезий, Адам Кристиан
Адам Кристиан Тебезий (нем. Adam Christian Thebesius; 12 января 1668 - 10 ноября 1720) — немецкий врач. В 1708 году опубликовал труд «Рассуждения о кровообращении сердца», в которой описал (после Вьессана) отверстия для венозной крови в предсердиях и желудочках. Его именем назвали: наименьшие вены сердца (Тебезиевы вены, вены или сосуды Вьессана-Тебезия), отверстия наименьших вен сердца (отверстия Тебезия), заслонку венозной пазухи (клапан или заслонка Тебезия).